# Ried in der Riedmark
Ried in der Riedmark település Ausztriában, Felső-Ausztria tartományban, a Pergi járásban. Tengerszint feletti magassága 306 méter, területe 32,6 km².

## Elhelyezkedése
Ried in der Riedmark Wartberg ob der Aist, Pregarten, Tragwein, Schwertberg, Mauthausen, Langenstein, Sankt Georgen an der Gusen és Katsdorf településekkel határos.

## Népesség
| 2016 | 4 096 |
| 2018 | 4 210 |